# Dzbanów
Dzbanów est une localité polonaise de la gmina de Bardo, située dans le powiat de Ząbkowice Śląskie en voïvodie de Basse-Silésie.